# Consell General del Tarn

Logo del Consell General

El Consell General del Tarn és l'assemblea deliberant executiva del Departament francès del Tarn, a la regió d'Occitània. La seu es troba a Albi i des de 1991 el president és Thierry Carcenac (PS). El març de 2008 el Consell General del Tarn era constituït per 46 elegits pels 46 cantons del Tarn.
| Partit                        | Sigla | Electes |
| ----------------------------- | ----- | ------- |
| Majoria                       |       |         |
| Partit Comunista Francès      | PCF   | 2       |
| Partit Socialista             | PS    | 18      |
| Partit Radical d'Esquerra     | PRG   | 1       |
| Divers Gauche                 | DVG   | 10      |
| Oposició                      |       |         |
| Moviment Demòcrata            | MD    | 1       |
| Divers Droite                 | DVD   | 5       |
| Unió pel Moviment Popular     | UMP   | 9       |
| President del Consell General |       |         |
| Thierry Carcenac (PS)         |       |         |